# Tragia
Tragia là một chi thực vật có hoa trong họ Đại kích

## Hình ảnh

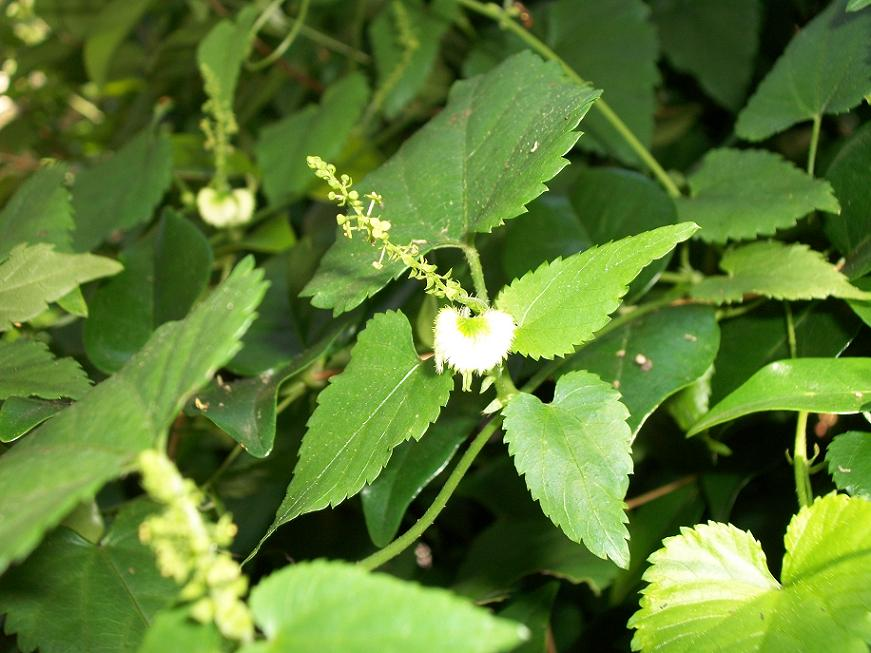
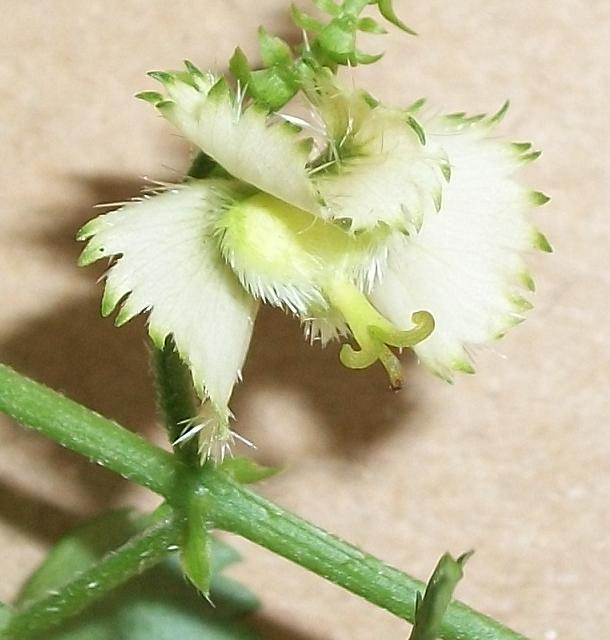
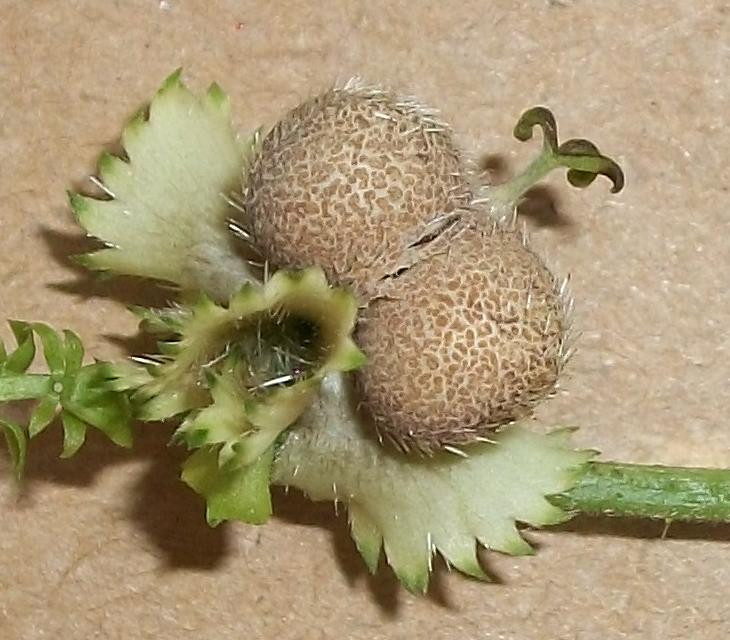
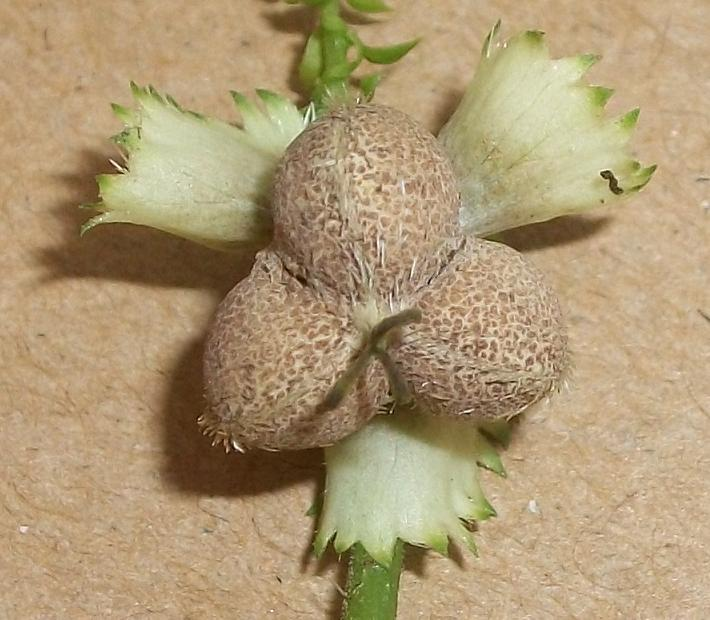

## Loài
Chi này gồm các loài sau: